# Waville
Waville je francouzská obec v departementu Meurthe-et-Moselle v regionu Grand Est. V roce 2014 zde žilo 430 obyvatel.

## Poloha obce
Sousední obce jsou: Chambley-Bussières, Onville, Prény, Rembercourt-sur-Mad, Saint-Julien-lès-Gorze a Villecey-sur-Mad.

## Vývoj počtu obyvatel
Počet obyvatel